# 雙斑上項鰭鯰
雙斑上項鰭鯰，為輻鰭魚綱鯰形目項鰭鯰科的其中一種，為熱帶淡水魚類，分布於南美洲亞馬遜河中游流域，體長可達13公分，棲息在底層水域，生活習性不明，可做為觀賞魚。